# Huacaloma
Huacaloma es un sitio arqueológico ubicado a 3.5 km al sureste del centro histórico de la ciudad de Cajamarca (actualmente en medio de Cajamarca Metropolitana), en la sierra norte del Perú, a unos 2800 m s. n. m. Se calcula su antigüedad entre 1500 y 1000 a. C., es decir, pertenece al periodo formativo. Presenta recintos con fogones, similares a los de La Galgada y Kotosh, pero con diseño más simple. Fue indudablemente un centro ceremonial donde se realizaban rituales en torno al fuego.

## Estudios
Fue excavado y estudiado por los arqueólogos japoneses de la Misión Arqueológica de Tokio, en el lapso de cinco campañas, a saber: 1979, 1982, 1985, 1988 y 1989. Identificaron dos fases en el desarrollo del sitio: Huacaloma Temprano y Huacaloma Tardío, a las que siguen otras dos, ya relacionados con la cultura Layzón. Lamentablemente, gran parte de este importante sitio arqueológico ha sido ocupado por invasores de terrenos. En la actualidad se vienen gestionando proyectos para su recuperación.

## Cronología
La secuencia establecida por medio de excavaciones llevó a la definición de cuatro fases:
- Huacaloma Temprano (1500-1000 a. C.)
- Huacaloma Tardío (1000-550 a. C.)
- EL o Layzón Temprano (550-250 a. C.)
- Layzón (250-50 a. C.).

## Descripción
Huacaloma está conformado por un montículo levantado a base de plataformas rectangulares de piedra, con diversas ampliaciones. Presenta canales utilizados posiblemente en el marco del culto al agua. Se trata evidentemente de un centro ceremonial del periodo Formativo, que en su momento llegó a abarcar alrededor de veinte hectáreas, compuesta por una decena de templos asociados.
Tuvo dos periodos de ocupación, Huacaloma Temprano y Huacaloma Tardío (1500-550 a. C.), en los que se levantaron los recintos o templos con presencia de fogones rituales. Luego fue abandonado, para posteriormente ser ocupado por gente de la cultura Layzón, que trajeron otros conceptos culturales. 
- Huacaloma Temprano (1500 - 1000 a. C.). En este periodo primigenio se levantó casi todo el complejo. Presenta edificaciones hechas a base de piedra volcánica, enlucidos con arcilla de color crema-blanquecino. Una característica importante, ya mencionada, es la presencia de fogones rituales. Destaca un recinto rectangular de 5.5 por 3.9 m, con un fogón central, sin piso a desnivel y sin chimenea subterránea, pero enlucido con una fina capa de arcilla. Se trata de recintos construidos evidentemente para fines ceremoniales y rituales, no habiéndose hallado edificios residenciales. También se hallaron restos de cerámica muy sencilla, tanto en su forma como en su decoración, pero que se tratan de los ejemplares más antiguos de la sierra norte peruana.

- Huacaloma Tardío (1000 - 550 a. C.). Los recintos anteriores fueron cubiertos con tierra amarilla y encima se construyeron por lo menos tres plataformas. Los edificios sobre la plataforma superior fueron al parecer adornados con pintura mural, de diseño principalmente geométrico, aunque también se observan motivos de felinos, aves y serpientes. Son policromos, habiéndose usado hasta siete colores: negro, blanco, amarillo, verde, azul, marrón y gris. Destaca también una estructura de 108 por 120 m de lado, 8 m de alto, así como una escalera de 10 m de ancho. Se hallaron también tres monolitos que representan seres humanos en cuclillas, similares a los de Kuntur Wasi. En lo que respecta a la cerámica, en esta fase aumentó la variedad de tipos, formas y decoración. Tiene características comunes con la cerámica de Pacopampa, Cerro Blanco, Kuntur Wasi y algunos sitios del valle medio de Jequetepeque, lo cual sugiere que su estilo se extendía principalmente en la sierra norte peruana.

Huacaloma terminó por ser abandonada hacia 550 a. C. El sitio fue ocupado luego por la cultura Layzón, que destruyó completamente la arquitectura ceremonial anterior, convirtiendo a Huacaloma en un complejo de viviendas, aunque la tradición de fogones rituales continuó por algún tiempo más.